# Ruth Ellis (asesina)
Ruth Ellis (de soltera Neilson; 9 de octubre de 1926 - 13 de julio de 1955) fue una anfitriona de club nocturno y asesina convicta nacida en Gales que se convirtió en la última mujer en ser ejecutada en el Reino Unido tras el asesinato a tiros de su amante, David Blakely.
En su adolescencia, Ellis se adentró en el mundo del alterne, lo que la llevó a una vida caótica que incluyó varias relaciones con hombres. Uno de estos hombres era Blakely, un piloto de carreras comprometido con otra mujer. El Domingo de Pascua, 10 de abril de 1955, Ellis mató a tiros a Blakely frente al bar The Magdala en Hampstead, Londres. Fue detenida inmediatamente por un policía fuera de servicio. En su juicio, celebrado en junio de 1955, Ellis fue declarada culpable de asesinato con premeditación y condenada a muerte; el 13 de julio fue ahorcada en la prisión de Holloway.

## Primeros años
Nació como Ruth Neilson el 9 de octubre de 1926, en Rhyl, Denbighshire, Gales, siendo la quinta de seis hermanos. Se mudó a Basingstoke, Hampshire, Inglaterra, con su familia durante su infancia. Su madre, Elisaberta (Bertha) Goethals, era una refugiada de guerra belga; su padre, Arthur Hornby, era un violonchelista de Manchester que tocaba en transatlánticos. El Registro Civil indica que Arthur Hornby se casó con Elisa B. Goethals en Chorlton-cum-Hardy en 1920. Posteriormente, Arthur cambió su apellido a Neilson.
El hermano gemelo de Arthur, Charles, fue asesinado en 1928, cuando Ruth tenía dos años. Arthur empezó a abusar física y sexualmente de su hija mayor, Muriel. Bertha, a pesar de estar al tanto del abuso, no hizo nada. Muriel declaró que esto se debía al maltrato que Arthur daba a su madre; eso le hacía temer a Bertha decir algo. Como resultado del abuso sexual, Muriel, de 14 años, concibió un hijo de su padre. Aunque Arthur fue interrogado posteriormente por la policía, quedo en libertad. Bertha se hizo pasar por la madre del niño. Arthur comenzó a acosar a Ruth cuando cumplió 11 años. Muriel a menudo trataba de impedirlo, echando a Ruth de casa cuando percibía problemas. Las hermanas nunca hablaron abiertamente sobre los abusos sexuales de su padre.
Ellis asistió brevemente a la escuela secundaria Fairfields Senior Girls' School en Basingstoke hasta 1940, después de lo cual asistió a la escuela del pueblo de Worting antes de abandonar la escuela a los 14 años. Su primer empleo fue como acomodadora en un cine en Reading. Arthur se mudó a Londres por su cuenta poco después, aceptando una oferta de trabajo como conserje-chófer interno para Porn & Dunwoody Ltd., fabricante de ascensores. En 1941, Ellis se hizo amiga de Edna Turvey, novia de su hermano mayor Julian, quien estaba de baja del servicio en la Marina Real británica. Edna introdujo a Ellis en lo que Muriel llamó más tarde "la vida rápida". Finalmente, Ruth y Edna se trasladaron a Londres y vivieron con Arthur. Arthur continuó abusando de Ellis mientras mantenía una relación amorosa con Edna, aunque ésta terminó cuando Bertha los sorprendió en la cama después de hacerles una visita sin previo aviso. Bertha se mudó a Londres tras descubrir la infidelidad de su marido.
En 1944, cuando Ellis tenía 17 años, quedó embarazada de Clare Andrea McCallum, un soldado canadiense casado. Como resultado, se vio obligada a trasladarse a un hospital de ancianos en Gilsland, Cumberland. El 15 de septiembre, dio a luz a su hijo, Clare Andrea (Andy) Neilson. McCallum dejó de enviar dinero aproximadamente un año después del parto. Andy, quien finalmente se fue a vivir con Bertha, recibió el apoyo de Ellis a través de su empleo en varias fábricas y puestos administrativos.

## Trabajo como anfitriona y matrimonio
A finales de la década de 1940, Ellis se había convertido en anfitriona de un club nocturno en el Soho gracias a su trabajo como modelo de desnudos, que era mucho mejor pagado que sus anteriores trabajos. Morris Conley, su representante en el Court Club de Duke Street, chantajeaba a sus empleadas anfitrionas para que se acostaran con él. A principios de 1950, Ellis ganaba dinero como chica de compañía de servicio completo y quedó embarazada de uno de sus clientes habituales.
El 8 de noviembre de 1950, Ellis se casó con George Johnston Ellis, de 41 años, un dentista divorciado y con dos hijos, en el registro civil de Tonbridge, Kent. George, cliente habitual del Court Club, era un alcohólico violento y posesivo que estaba convencido de que su nueva esposa tenía una aventura amorosa. Ellis lo dejó varias veces, pero siempre regresaba. Cuando ella tuvo a su hija, Georgina, en 1951, George se negó a reconocer la paternidad; poco después se separaron y más tarde se divorciaron.
En 1951, estando embarazada de cuatro meses, Ellis apareció pero sin salir en los créditos, como reina de la belleza en la película de Rank, Lady Godiva Rides Again. Tras divorciarse de George, volvió a la prostitución y se mudó a casa de sus padres con su hija.

## Asesinato
En 1953, Ellis se convirtió en la gerente del Little Club, un club nocturno en Knightsbridge. En esa época, sus admiradores la colmaban de regalos costosos. Ellis conoció a David Blakely, tres años menor que ella, a través del piloto de carreras Mike Hawthorn. Blakely había estudiado en una escuela pública, en la Shrewsbury School y en Sandhurst, pero también era un piloto de carreras muy bebedor. A las pocas semanas se mudó al apartamento de Ellis, situado encima del club, a pesar de estar comprometido con otra chica, Mary Dawson. Ellis quedo embarazada por cuarta vez, pero se sometió a un aborto por segunda vez, pues sentía que no podía corresponder al nivel de compromiso que Blakely mostraba hacia su relación.
Ellis comenzó entonces a salir con Desmond Cussen, un expiloto de la Royal Air Force que había pilotado bombarderos Lancaster durante la Segunda Guerra Mundial y que se había dedicado a la contabilidad tras dejar el servicio. Fue nombrado director del negocio familiar Cussen & Co., un estanco al por mayor y al por menor con sucursales en Londres y el sur de Gales. Ellis finalmente se mudó con Cussen al número 20 de Goodwood Court, Devonshire Street, al norte de Oxford Street. Sin embargo, la relación con Blakely continuó y se volvió cada vez más violenta a medida que él y Ellis seguían saliendo con otras personas. Blakely le ofreció matrimonio a Ellis; ella consintió, pero en enero de 1955, sufrió un aborto espontáneo después de que él la golpeara con un puñetazo en el estómago durante una discusión.

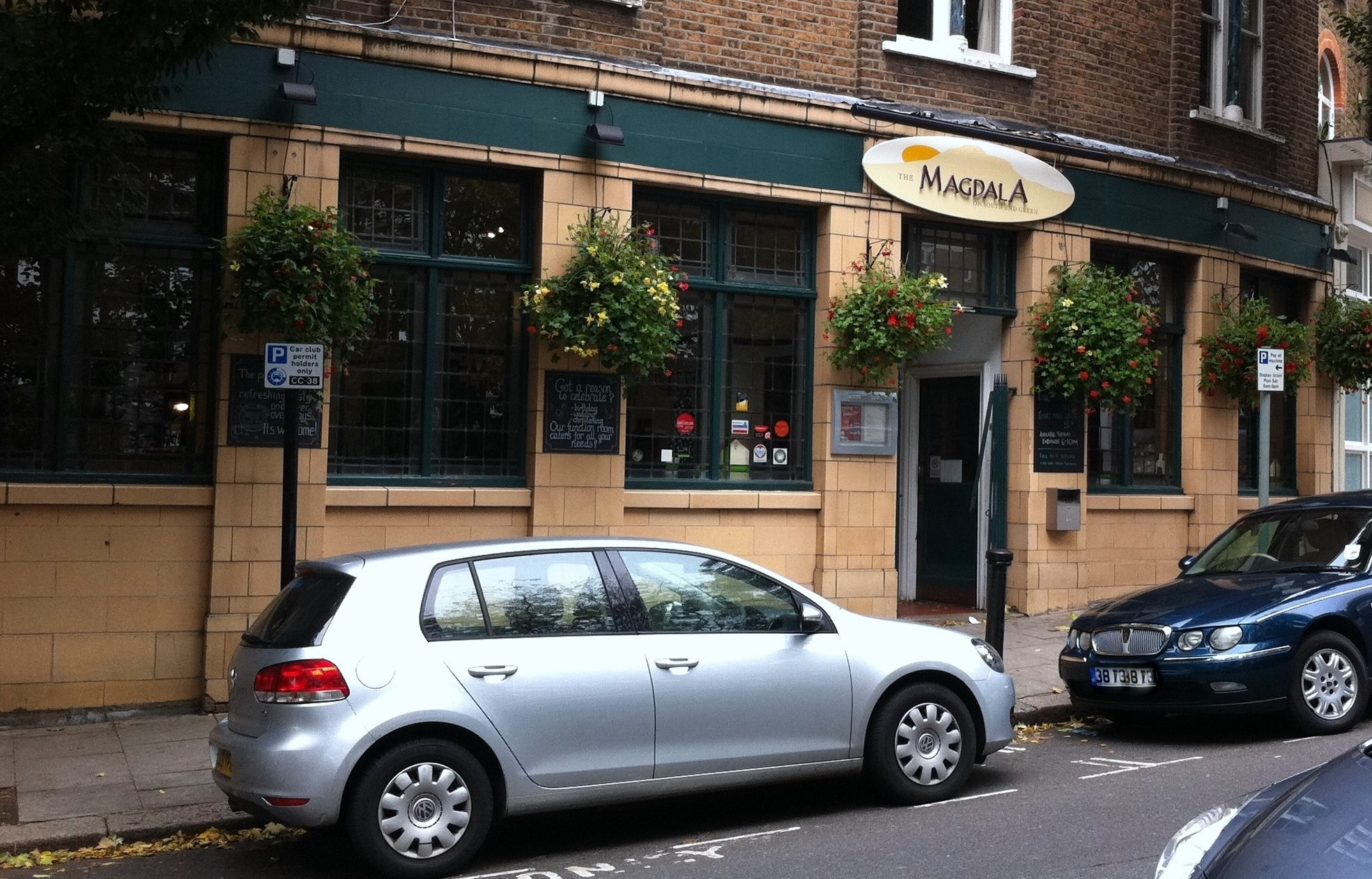
El pub Magdala en 2008. Dos agujeros de bala en la pared, abajo a la izquierda, fueron hechos por la dueña del pub en la década de 1990.

El Domingo de Pascua, 10 de abril de 1955, Ellis tomó un taxi desde la casa de Cussen hasta un segundo piso en el número 29 de Tanza Road, Hampstead, donde vivían Anthony y Carole Findlater, y donde sospechaba que Blakely podría estar. Al llegar, el auto de Blakely se marchó, así que Ellis pagó el taxi y caminó los 400 metros hasta el bar The Magdala en South Hill Park, donde encontró el auto de Blakely aparcado afuera.
Alrededor de las 21:30, Blakely y su amigo Clive Gunnell aparecieron. Blakely se cruzó con Ellis, que esperaba en la acera, cuando ella salió de la puerta de Henshaw's, un quiosco de prensa situado junto a The Magdala. Mientras Blakely buscaba las llaves de su auto, Ellis sacó un revólver Smith & Wesson modelo Victory del calibre .38 de su bolso y disparó cinco veces contra Blakely. El primer disparo falló. Ruth persiguió a Blakely cuando este empezó a correr alrededor del automóvil, disparando un segundo tiro que lo hizo caer al suelo. Entonces, Ellis se colocó sobre él y disparó tres balas más, una de ellas a menos de 1,25 cm de su espalda, dejándole quemaduras de pólvora en la piel.
Se vio a Ellis de pie junto a Blakely mientras esta intentaba repetidamente disparar el sexto tiro del revólver, disparándolo finalmente contra el suelo. La bala rebotó en la carretera e hirió a Gladys Yule, una transeúnte, quien perdió el uso de su pulgar derecho.

## Juicio
Después de disparar a Blakely, Ellis, en aparente estado de shock, le preguntó a Gunnell: "¿Llamarías a la policía, Clive?". Un policía fuera de servicio la arrestó de inmediato, oyéndola decir: "Soy culpable, estoy un poco confusa". El cuerpo de Blakely fue trasladado al hospital con múltiples heridas mortales en los intestinos, el hígado, el pulmón, la aorta y la tráquea. El revólver, que en un principio se recogió como prueba, se encuentra ahora en el Museo del Crimen de la Policía Metropolitana.
En la comisaría de Hampstead, Ellis parecía tranquila y no se encontraba bajo los efectos del alcohol ni de las drogas. Al día siguiente, 11 de abril, compareció por primera vez ante un tribunal de primera instancia, donde se le ordenó permanecer en prisión preventiva. Ellis fue examinada dos veces por el médico jefe, el Sr. Penry Williams, quien no halló indicios de enfermedad mental; un electroencefalograma realizado el 3 de mayo no reveló ninguna anomalía. Durante su detención preventiva, Ruth fue examinada por el psiquiatra Duncan Whittaker, en representación de la defensa, y por Alexander Dalzell, en representación del Ministerio del Interior. Ninguno de los dos halló indicios de demencia.
El 20 de junio de 1955, Ellis compareció ante el Juzgado Número Uno de Old Bailey, Londres, ante el juez Cecil Havers. Vestía traje negro y blusa de seda blanca, con el cabello rubio recién teñido y peinado. Su abogado defensor, Aubrey Melford Stevenson, apoyado por Sebag Shaw y Peter Rawlinson, expresó su preocupación por su apariencia (y su cabello teñido de rubio), pero ella no lo modificó para parecer menos llamativa.
La única pregunta que el fiscal Christmas Humphreys le hizo a Ellis fue: «Cuando disparó el revólver a quemarropa contra el cuerpo de David Blakely, ¿qué pretendía hacer?». Su respuesta fue: «Es obvio que cuando le disparé, pretendía matarlo». Esta respuesta garantizó un veredicto de culpabilidad y la pena de muerte obligatoria. El jurado tardó veinte minutos en declararla culpable.

## Decisión de indulto
Ellis permaneció en la prisión de Holloway mientras esperaba su ejecución. Le dijo a su madre que no quería que se pidiera el indulto de la pena de muerte y no participó en la campaña. Sin embargo, a instancias de sus familiares, su abogado, John Bickford, escribió una carta de siete páginas al ministro del Interior, Gwilym Lloyd George, exponiendo los motivos del indulto. Lloyd George denegó la solicitud. Ellis despidió a Bickford (que había sido elegido por Cussen) y pidió ver a Leon Simmons, el secretario del abogado Victor Mishcon (cuyo bufete la había representado previamente en su proceso de divorcio). Antes de ir a verla, Simmons y Mishcon visitaron a Bickford, quien los instó a preguntarle dónde había obtenido el arma.
El 12 de julio de 1955, la víspera de su ejecución, Mishcon y Simmons vieron a Ellis, quien quería hacer su testamento. Cuando la presionaron para que les contara la historia completa, Ellis les pidió que prometieran no usar lo que ella dijera para intentar asegurar un indulto; Mishcon se negó. Ellis divulgó que Cussen le había dado el arma y le había enseñado a usarla el fin de semana anterior al asesinato. También reveló que Cussen la había llevado a la escena del crimen. Después de una entrevista de dos horas, Mishcon y Simmons fueron al Ministerio del Interior; el Secretario Permanente, Sir Frank Newsam, fue convocado de regreso a Londres y ordenó al jefe del Departamento de Investigación Criminal (CID) que verificara la historia. Lloyd George dijo más tarde que la policía pudo hacer considerables pesquisas, pero que eso no influyó en su decisión y, de hecho, aumentó la culpabilidad de Ellis al demostrar que el asesinato fue premeditado. También dijo que la herida a la transeúnte fue decisiva en su decisión: "¡No podemos permitir que la gente dispare armas de fuego en la calle! Mientras fui Ministro del Interior, estuve decidido a garantizar que la gente pudiera usar las calles sin miedo a una bala".
En una última carta a los padres de Blakely desde su celda de prisión, Ellis escribió: "Siempre he amado a su hijo y moriré todavía amándolo".

## Ejecución

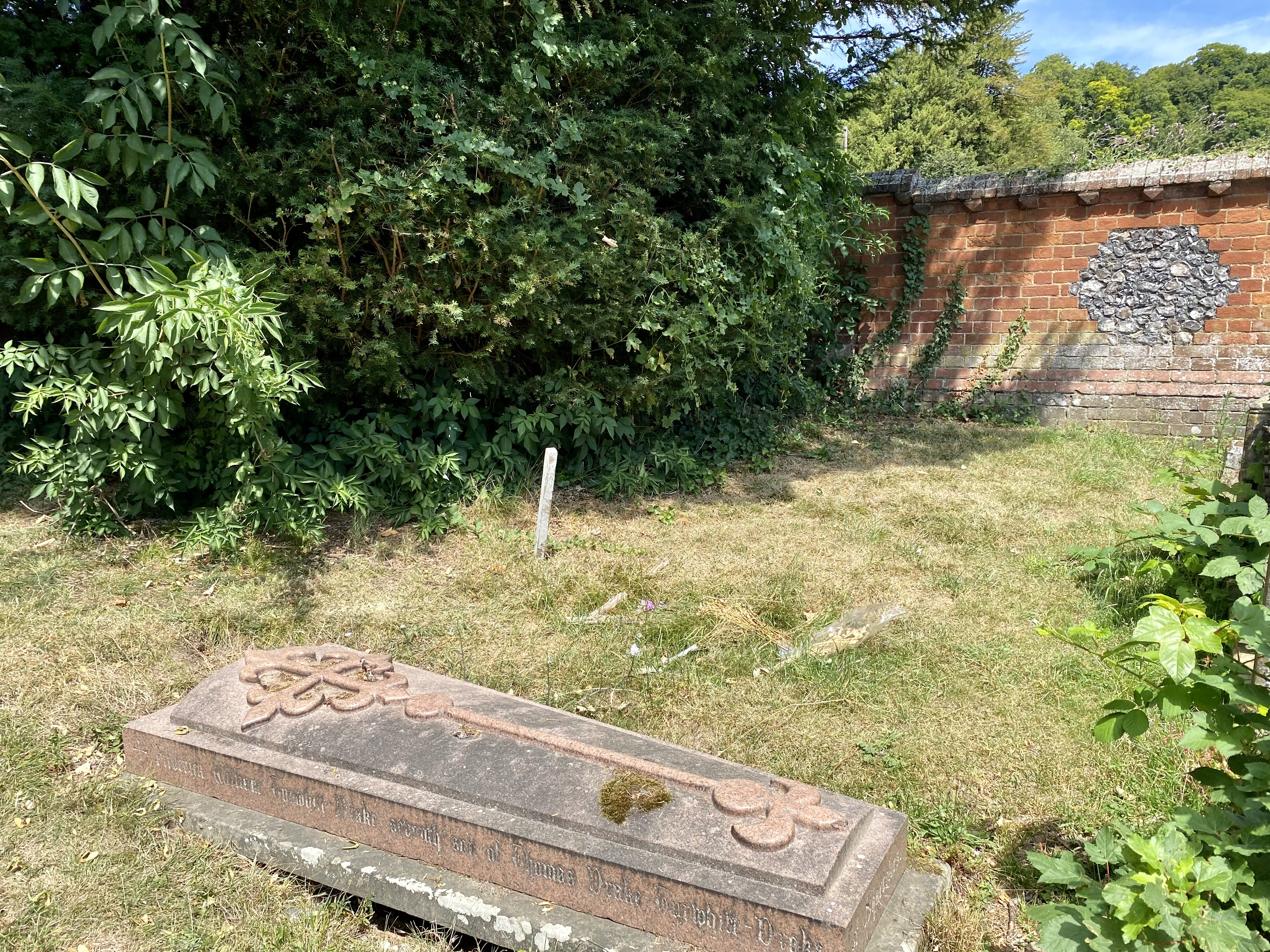
El sitio de la tumba de Ellis en la iglesia de Santa María, Amersham, en julio de 2022.

El obispo de Stepney, Joost de Blank, visitó a Ellis antes de su ejecución. Poco antes de las 9:00 a. m. del 13 de julio, el verdugo Albert Pierrepoint y su ayudante entraron en su celda y la llevaron a la sala de ejecución adyacente, donde fue ahorcada. Hubo un retraso momentáneo debido a una llamada falsa a la prisión. El bromista dijo ser el secretario privado de Lloyd George y que se había suspendido la ejecución. La directora de la prisión, Charity Taylor, tardó seis minutos a llamar al Ministerio del Interior para confirmar que se trataba de un engaño. Como resultado, Ellis fue ejecutada a las 9:01 a. m. en lugar de las 9:00 a. m. previstas. Al igual que el arma del crimen, la soga se encuentra ahora en el Museo del Crimen de la Policía Metropolitana. Como era habitual en las ejecuciones británicas, Ellis fue enterrada en una tumba sin nombre dentro de los muros de la prisión de Holloway.
A principios de la década de 1970, los restos de las mujeres ejecutadas en Holloway fueron exhumados para ser enterrados en otro lugar. En el caso de Ellis, bajo la dirección de su hijo y pariente más cercano, Andy, sus restos fueron enterrados nuevamente en el cementerio de la iglesia de Santa María en Amersham, Buckinghamshire, a unos 4,8 km de donde estaba enterrado Blakely. Su lápida tenía la inscripción: "Ruth Hornby 1926–1955".

## Reacción del público y legado
El caso Ellis causó una gran controversia en su momento, despertando un interés excepcionalmente intenso en la prensa y el público, hasta el punto de que fue debatido por el Gabinete. Fue la última mujer ejecutada en Gran Bretaña. El entonces primer ministro Anthony Eden no hizo referencia al caso en sus memorias, ni tampoco se menciona en sus documentos. Aceptó que la decisión era responsabilidad del Ministro del Interior, pero hay indicios de que le preocupaba. Una petición de clemencia al Ministerio del Interior fue firmada por 50.000 personas, pero fue rechazada.
El día de la ejecución de Ellis, la columnista Cassandra del Daily Mirror criticó su sentencia, escribiendo: «Lo único que da estatura y dignidad a la humanidad y nos eleva por encima de las bestias le habrá sido negado: la piedad y la esperanza de la redención final». El noticiero británico Pathé News, que informaba sobre la ejecución, cuestionó abiertamente si la pena capital —de una mujer o de cualquier persona— tenía cabida en el siglo XX. El novelista Raymond Chandler, que entonces vivía en Gran Bretaña, escribió una mordaz carta al Evening Standard refiriéndose a lo que describió como «el salvajismo medieval de la ley».
La ejecución contribuyó a fortalecer el apoyo a la abolición de la pena de muerte, que se detuvo en la práctica por asesinato en Gran Bretaña diez años después (la última ejecución en el Reino Unido ocurrió en 1964). El indulto era por entonces algo común: según un recuento estadístico, entre 1926 y 1954, 677 hombres y 60 mujeres habían sido condenados a muerte en Inglaterra y Gales, pero solo 375 hombres y 7 mujeres habían sido ejecutados. A principios de la década de 1970, Bickford declaró a la Policía Metropolitana que Cussen le había dicho, en 1955, que Ellis mintió en el juicio cuando negó que Cussen le hubiera dado el arma homicida. A continuación se abrió investigación policial, pero no se tomaron más medidas con respecto a Cussen.

### Secuelas familiares
El ex marido de Ellis, George Ellis, murió por suicidio ahorcándose en un hotel de Jersey el 2 de agosto de 1958. En 1969, la madre de Ellis, Bertha Neilson, fue encontrada inconsciente en una habitación llena de gas en su apartamento en Hemel Hempstead; nunca se recuperó del todo y no volvió a hablar coherentemente.
El hijo de Ellis, Andy, que tenía 10 años cuando su madre fue ejecutada, se quitó la vida en 1982, poco después de profanar su tumba. El juez de primera instancia, Sir Cecil Havers, había enviado dinero cada año para la manutención de Andy, y Christmas Humphreys, la fiscal en el juicio de Ellis, pagó su funeral. Su hija Georgina, que tenía 3 años cuando su madre fue ejecutada, fue acogida cuando su padre se suicidó tres años después. Apareció en el programa de televisión de debate After Dark y murió de cáncer en 2001 a los 50 años.

### Campaña de indulto
El caso Ellis sigue teniendo una fuerte influencia en la imaginación británica y en 2003 fue remitido de nuevo al Tribunal de Apelación por la Comisión de Revisión de Casos Penales (CCRC). El Tribunal rechazó firmemente el recurso, aunque dejó claro que sólo podía pronunciarse sobre la condena basándose en la legislación vigente en 1955, y no sobre si debía haber sido ejecutada. El tribunal criticó el hecho de que se le hubiera obligado a considerar la apelación:

Quisieramos hacer una observación adicional. Cabe preguntarse si este ejercicio de considerar una apelación tanto tiempo después del suceso, cuando la propia Sra. Ellis había decidido consciente y deliberadamente no apelar en ese momento, constituye un uso sensato de los limitados recursos del Tribunal de Apelación. En cualquier caso, la Sra. Ellis cometió un delito grave. Este caso es, por lo tanto, muy diferente de un caso como el de Hanratty [2002] 2 Cr App R 30, donde la cuestión era si una persona totalmente inocente había sido condenada por asesinato. Un agravio de esa magnitud, de haber ocurrido, podría incluso hoy ser motivo de preocupación pública, pero en este caso, no cabía duda de que la Sra. Ellis no era el asesino y la única cuestión era el delito preciso del que era culpable. Si no nos hubiéramos visto obligados a considerar su caso, quizás en el tiempo disponible habríamos abordado entre 8 y 12 casos más, la mayoría de los cuales habrían tenido que ver con personas de las que se decía que estaban detenidas injustamente.

En julio de 2007, se publicó una petición en el sitio web de 10 Downing Street solicitando al primer ministro Gordon Brown que reconsiderara el caso Ellis y le concediera el indulto a la luz de nuevas pruebas que el jurado de su juicio no tuvo que considerar. La petición expiró el 4 de julio de 2008.

## En la cultura popular

### Libros
- El ahorcamiento de Ruth Ellis forma parte de una conversación entre personajes en Broken Country de Claire Leslie Hall.[44]

### Películas
- Diana Dors, que había protagonizado Lady Godiva Rides Again, donde Ellis tuvo un papel secundario no acreditado, interpretó a un personaje similar a Ellis (aunque no basado en ella) en la película británica de 1956 Yield to the Night, dirigida por J. Lee Thompson.[45][46]

- Hasta la fecha, la única representación cinematográfica directa de Ellis ha sido la película de 1985 Bailar con un extraño, dirigida por Mike Newell, con Miranda Richardson en el papel de Ellis. La guionista fue Shelagh Delaney.

- La película Pierrepoint (2006) incluye a Ellis en un papel secundario, interpretado por Mary Stockley. Se emitió en ITV el 25 de agosto de 2008, con una audiencia estimada de 3,6 millones de espectadores.[47] La película se renombró Pierrepoint: El Último Verdugo para su estreno en Norteamérica.

### Televisión
- En 1980, el tercer episodio de la primera temporada de la serie dramática de ITV, Lady Killers, recreó el caso judicial, con Ellis interpretada por Georgina Hale.

- En el final de la primera temporada (2005) de Las verdaderas mujeres asesinas, Ellis fue interpretada por Carissa Singleton, y Blakely por Jimmy Aschner.

- En junio de 2023, ITV anunció que produciría una adaptación independiente de la historia de Ellis, que se basaría en el libro de la autora de crímenes reales Carol Ann Lee, A Fine Day for Hanging: The Real Ruth Ellis Story, con Ellis interpretada por Lucy Boynton.[48][49] La adaptación se tituló originalmente simplemente como Ruth, pero luego se retituló A Cruel Love: The Ruth Ellis Story.[50][51] La serie de cuatro partes se emitió a partir de marzo de 2025, también protagonizada por Toby Jones como John Bickford, Laurie Davidson como David Blakely, Mark Stanley como Desmond Cussen y Nigel Havers como Sir Cecil Havers (su propio abuelo).[52]

- En el ámbito de la no ficción, el caso se dramatizó en la serie de documentales Murder Maps del Yesterday Channel el 2 de noviembre de 2017. Al año siguiente, la cineasta Gillian Pachter lo revisó en la serie documental de BBC Four The Ruth Ellis Files: A Very British Crime Story. El documental sugería que Ellis podría haber sufrido violencia doméstica por parte de Blakely, y que el arma utilizada podría haber sido proporcionada por Cussen, quien también podría haber conducido el taxi que llevó a Ellis al pub Magdala.[53][54]

### Escenario
- Las historias de Ellis y Pierrepoint se narran en la obra teatral Follow Me, escrita por Ross Gurney-Randall y Dave Mounfield y dirigida por Guy Masterson. Se estrenó en el Assembly Rooms de Edimburgo como parte del Festival Fringe de Edimburgo de 2007. El caso también sirvió de inspiración para la obra de Amanda Whittington, The Thrill of Love. Se estrenó en el New Vic Theatre de Newcastle-under-Lyme en febrero de 2013 y posteriormente se representó en el St James Theatre de Londres con Faye Castelow en el papel principal.[55] Maxine Peake interpretó a Ellis en una adaptación de la obra de Whittington, emitida el 5 de noviembre de 2016 por BBC Radio 4.[56]

- La historia también fue la inspiración para la ópera Entanglement de 2015 de la compositora Charlotte Bray[57] y Sinners Club, una obra musical de 2017 de Lucy Rivers.[58] Una coproducción con Theatr Clwyd, esta última se estrenó en The Other Room Theatre en Cardiff, en febrero de 2017.

- En 2023, la actriz Carly Halse escribió e interpretó Now You See Me, una obra en solitario basada en la historia de Ruth Ellis. Now You See Me realizó una gira como parte del programa doble "Historias Ocultas" presentado por la compañía de teatro The Plays The Thing.[59]

## Lectura adicional
- Hancock, Robert (1963). Ruth Ellis: The Last Woman to Be Hanged. Orion; 3rd edition 2000. ISBN 0-7528-3449-5
- Mark, Laurence and Van Den Bergh, Tony (1990). Ruth Ellis: a Case of Diminished Responsibility?. Penguin. ISBN 0-14-012902-2